# Modran
Modran är en ort i Bosnien och Hercegovina.   Den ligger i entiteten Republika Srpska, i den östra delen av landet, 110 km nordost om huvudstaden Sarajevo. Modran ligger 122 meter över havet och antalet invånare är 1 147.
Terrängen runt Modran är huvudsakligen platt, men åt sydväst är den kuperad. Närmaste större samhälle är Bijeljina, 10,1 km norr om Modran. 
Trakten runt Modran består till största delen av jordbruksmark. Runt Modran är det ganska tätbefolkat, med 96 invånare per kvadratkilometer.